# العلاقات المولدوفية النيوزيلندية
العلاقات المولدوفية النيوزيلندية هي العلاقات الثنائية التي تجمع بين مولدوفا ونيوزيلندا.

## مقارنة بين البلدين
هذه مقارنة عامة ومرجعية للدولتين:
| وجه المقارنة                                              | مولدوفا                           | نيوزيلندا                                              |
| --------------------------------------------------------- | --------------------------------- | ------------------------------------------------------ |
| المساحة (كم2)                                             | 33.85 ألف                         | 268.02 ألف                                             |
| عدد السكان (نسمة)                                         | 2.55 مليون                        | 4.24 مليون                                             |
| الكثافة السكانية (ن./كم²)                                 | 75.33                             | 15.82                                                  |
| العاصمة                                                   | كيشيناو                           | ويلينغتون، أوكلاند                                     |
| اللغة الرسمية                                             | اللغة المولدوفية، اللغة الرومانية | لغة إنجليزية، اللغة الماورية، لغة الإشارة النيوزيلندية |
| العملة                                                    | ليو مولدوفي                       | دولار نيوزيلندي، الجنيه النيوزيلندي                    |
| الناتج المحلي الإجمالي (بليون دولار)                      | 8.13 مليار                        | 205.85 مليار                                           |
| الناتج المحلي الإجمالي (تعادل القوة الشرائية) بليون دولار | 17.94 مليار                       |                                                        |
| الناتج المحلي الإجمالي الاسمي للفرد دولار أمريكي          | 3.65 ألف                          |                                                        |
| الناتج المحلي الإجمالي للفرد دولار أمريكي                 | 4.98 ألف                          |                                                        |
| مؤشر التنمية البشرية                                      | 0.693                             | 0.914                                                  |
| رمز المكالمات الدولي                                      | +373                              | +64                                                    |
| رمز الإنترنت                                              | .md                               | .nz                                                    |
| المنطقة الزمنية                                           | ت ع م+02:00، ت ع م+03:00          | ت ع م+13:00، ت ع م+12:00                               |

## منظمات دولية مشتركة
يشترك البلدان في عضوية مجموعة من المنظمات الدولية، منها:
| علم المنظمة | اسم المنظمة                               | تاريخ انضمام مولدوفا | تاريخ انضمام نيوزيلندا |
| ----------- | ----------------------------------------- | -------------------- | ---------------------- |
|             | البنك الدولي للإنشاء والتعمير             | 12 أغسطس 1992        | 31 أغسطس 1961          |
|             | منظمة التجارة العالمية                    | ?                    | ?                      |
|             | المركز الدولي لتسوية المنازعات الاستشارية | 4 يونيو 2011         | 2 مايو 1980            |
|             | منظمة حظر الأسلحة الكيميائية              | ?                    | ?                      |
|             | الفريق المعني برصد الأرض                  | ?                    | ?                      |
|             | الأمم المتحدة                             | 2 مارس 1992          | 24 أكتوبر 1945         |
|             | منظمة الشرطة الجنائية الدولية             | ?                    | ?                      |
|             | وكالة ضمان الاستثمار متعدد الأطراف        | 9 يونيو 1993         | 22 أبريل 2008          |
|             | يونسكو                                    | 27 مايو 1992         | 4 نوفمبر 1946          |
|             | مؤسسة التنمية الدولية                     | 14 يونيو 1994        | 1 أكتوبر 1974          |
|             | مؤسسة التمويل الدولية                     | 10 مارس 1995         | 31 أغسطس 1961          |
|             | الاتحاد البريدي العالمي                   | ?                    | ?                      |
|             | الاتحاد الدولي للاتصالات                  | 20 أكتوبر 1992       | 3 يونيو 1878           |

## وصلات خارجية
- موقع وزارة الخارجية المولدوفية
- موقع وزارة الخارجية النيوزيلندية